# Boyes River
Der Boyes River ist ein Fluss im Südwesten des australischen Bundesstaates Tasmanien. 

## Geografie

### Flusslauf
Der fast elf Kilometer lange Fluss entspringt an den Westhängen des Great Dome in der Denison Range, fließt nach Süden und mündet in den Lake Gordon und damit in den Gordon River.
In seiner gesamten Länge verläuft der Gell River durch vollkommen unbewohntes Gebiet im Ostteil des Franklin-Gordon-Wild-Rivers-Nationalparks.

### Durchflossene Stauseen
- Lake Gordon – 296 m[1]